# Philipp Wilhelm Gottlieb Hausleutner
Philipp Wilhelm Gottlieb Hausleutner (* 12. August 1754 in Neuenstadt am Kocher; † 13. Mai 1820 in Stuttgart) war ein deutscher Lehrer, Archivar und Chronist.

## Leben und Wirken
Hausleutner studierte von 1772 bis 1775 Philologie an der Universität Tübingen, wo er sein Studium mit dem Magisterexamen abschloss. Von 1775 bis 1780 war er zunächst Aufseher an der Hohen Karlsschule in Stuttgart, von 1780 bis zu ihrer Auflösung 1794 Lehrer (Professor) für griechische und lateinische Sprache und Literatur, später auch Geographie. Ab 1794 arbeitete er in Stuttgart als Regierungsregistrator, von 1806 bis zu seinem Tod dort als Archivar.
Während seiner Tätigkeit an der Hohen Karlsschule gab er von 1790 bis 1793 die Zeitschrift Schwäbisches Archiv heraus (zwei Bände in mehreren Teilen). Er übersetzte mehrere Werke ins Deutsche und verfasste chronologisch-geographische Werke vor allem für den Schulgebrauch.

## Schriften
- Lateinische Chrestomathie. Zum Gebrauch der Herzogl. Hohen Carls-Schule. In der Buchdruckerei der Hohen Carls-Schule, Stuttgart 1786 (Neue vermehrte und verbesserte Aufl.: Steinkopf, Stuttgart 1795).

- Das türkische Reich, nach seiner Geschichte, Religions- und Staatsverfassung, Macht, Einkünfte, Sitten und Gebräuchen beschrieben. Bd. 1. Mäntler, Stuttgart 1789.

- (Hrsg. u. Übers.): Giambattista Toderini / Gallerie der Türken. Zwei Bände. Nicolovius, Königsberg 1790.
- (Hrsg. u. Übers.): Giuseppe Vella / Geschichte der Araber in Sicilien und Siciliens unter der Herrschaft der Araber. Vier Bände. Nicolovius, Königsberg 1791/1792.
- Gallerie der Nationen. Sieben Bände. Ebner, Stuttgart 1792–1800.
- (Übers.): Historische Beschreibung der Westminster-Abtey, ihre Denkmahle und Merkwürdigkeiten. Ziegler, Zürich 1796.
- (Übers.): Claude-Joseph Trouvé / Einige Erläuterungen über die cisalpinische Republik. o. O. 1800.
- (Mitautor): Handbuch der Erdbeschreibung von Europa insbesondere von Deutschland nach den neuesten Friedensschlüssen und dem bestätigten Hauptschluße der Reichsdeputation vom 25. Febr. 1803. Steinkopf, Stuttgart 1804.
- (Hrsg. u. Übers.):  François Péron/FLouis Claude Desaulses de Freycinet; Entdeckungs-Reise nach den Südländern. Zwei Bände. Cotta, Tübingen 1808/1819.
- (Mitautor): Handbuch der Erdbeschreibung mit besonderer Hinsicht auf Deutschland, nach den neuesten politischen Bestimmungen. Zwei Bände. Steinkopf, Stuttgart 1819.